# Кульова блискавка

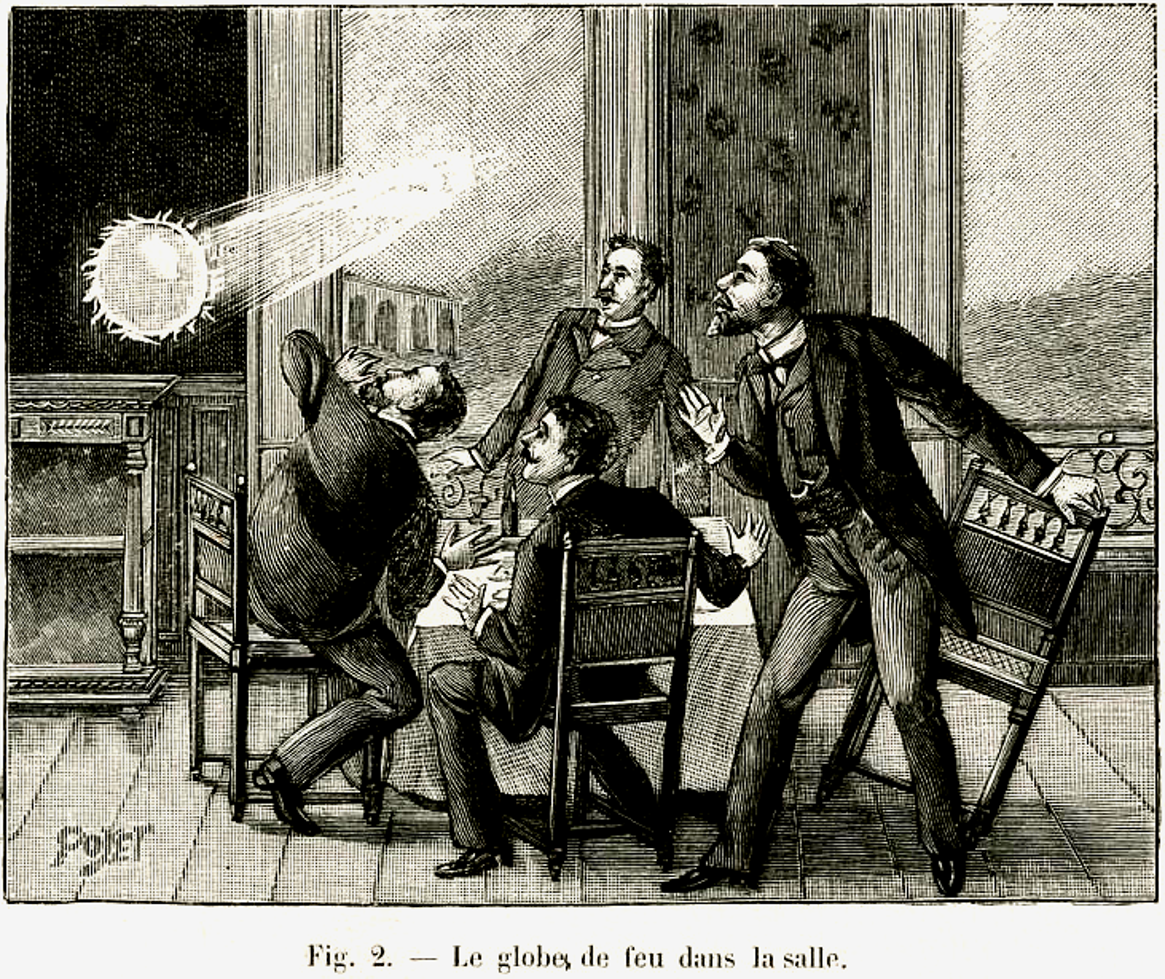
Кульова блискавка

Кульова́ бли́скавка — рідкісне атмосферне явище, що має вигляд рухомого згустка плазми розміром від кількох до кількадесят сантиметрів, іноді видає звук, подібний до шипіння. Щодо природи цього явища досі не існує єдиної думки, втім, беззаперечно те, що кульова блискавка є однією з форм електричного розряду (блискавки у широкому розумінні цього слова).
Існує близько 200 теорій, які пояснюють явище, але жодна з них не отримала абсолютного визнання в академічному середовищі. У лабораторних умовах схожі, але короткочасні явища вдавалося отримати кількома різними способами, проте питання про походження природної кульової блискавки залишається відкритим. Станом на кінець XX століття не було створено жодного дослідницького стенда, на якому в масштабі природне явище штучно відтворювалося б тотожно описам очевидців кульової блискавки.
Широко поширена думка, що кульова блискавка — природне явище електричного походження, різновид блискавки, що існує тривалий час і має форму кулі, а також здатна переміщуватися за непередбачуваною, іноді дивною для очевидців траєкторією.
Традиційно достовірність багатьох свідчень очевидців кульової блискавки залишається під сумнівом, у тому числі:
- власне за фактом спостереження будь-якого явища
- фактом спостереження саме кульової блискавки, а не якогось іншого явища
- окремих подробиць наведених у свідченнях очевидця явища

Сумніви в достовірності багатьох свідчень ускладнюють вивчення явища, а також створюють ґрунт для появи різних спекулятивно-сенсаційних матеріалів, нібито пов'язаних з цим явищем. Найбільш важливі і точні свідчення, які, як правило, не піддають сумніву, отримують від науковців, яким пощастило спостерігати це природне явище.
Кульова блискавка зазвичай з'являється в грозову, штормову погоду; часто, але не обов'язково, поряд зі звичайними блискавками. Окрім того, існує безліч свідчень її спостереження в сонячну погоду. Найчастіше вона ніби «виходить» з провідника або породжується звичайними блискавками, інколи спускається з хмар, в рідкісних випадках — несподівано з'являється в повітрі чи, як повідомляють очевидці, може «вийти» з будь-якого предмета (дерева, стовпа).

## Досліджуваний матеріал— свідчення спостереження явища
Через те, що поява кульової блискавки як природного явища відбувається рідко, а спроби штучно відтворити його в масштабах природного явища не вдаються, основним матеріалом для вивчення кульових блискавок є свідчення випадкових, непідготовлених до проведення спостережень очевидців. Деякі з них дуже докладно описують кульову блискавку, наводячи ряд цікавих особливостей. Окрім того, невеликій кількості свідків вдалося зафіксувати явище на фото або відео, проте автентичність цих матеріалів знаходиться під сумнівом.

### Історія спостережень

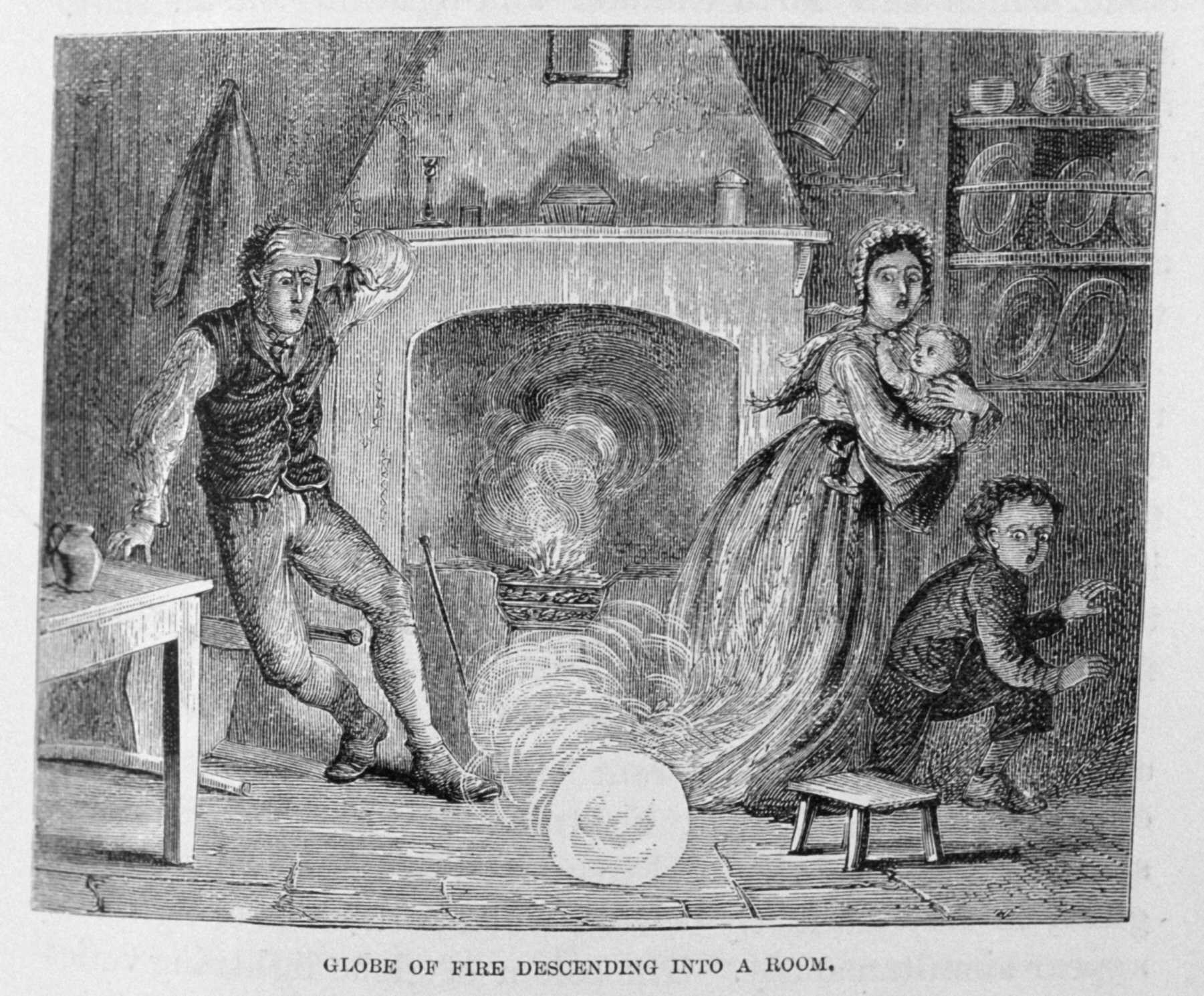
Гравюра

Розповіді про спостереження кульової блискавки відомі вже дві тисячі років. У першій половині XIX століття французький фізик, астроном і натураліст Ф. Араго зібрав та систематизував усі відомі на той час свідчення появи кульової блискавки. Ця робота, ймовірно, була першою збіркою у цій сфері досліджень: на її сторінках було описано 30 випадків спостереження кульових блискавок. За науковими стандартами статистика була мізерною, тому багато фізиків XIX століття, включно з Вільямом Томсоном та Майклом Фарадеєм, були схильні вважати кульову блискавку або оптичною ілюзією, або явищем зовсім іншої, неелектричної природи. Однак з часом кількість спостережень, подробиць та описів зростала, що зрештою привернуло увагу вчених, у тому числі й великих фізиків.
Наприкінці 1940-х років над поясненням явища кульової блискавки працював П. Л. Капіца.
Великий внесок у роботу зі спостереженням та описом кульової блискавки зробив радянський вчений І. П. Стаханов, який разом з С. Л. Лопатніковим в журналі «Знання — сила» в 1970-х рр. опублікував статтю про кульові блискавки. В кінці цієї статті він доклав анкету і попросив очевидців надіслати йому свої детальні спогади цього явища. У результаті вчений накопичив чималу кількість даних — більше тисячі свідчень, що дозволило йому узагальнити деякі властивості кульової блискавки і запропонувати свою теоретичну модель.
Під час грози у провінції Цінхай китайському вченому вдалося вперше зняти кульову блискавку на швидкісну камеру, обладнану спектрометрами, та отримати спектр, який разюче відрізнявся від звичайної лінійної блискавки Після удару останньої утворилась рожево-біла кульова блискавка з діаметром в майже 5 метрів, яка, пролетівши 16 метрів, зникла. Зйомка велася двома спектрометрами і чорно-білою камерою з прискореною зйомкою на висоті 2530 метрів над рівнем моря, на невеликому схилі. Якісного відеозапису зробити не вдалося — оптична камера вела зйомку зі швидкістю 50 кадрів в секунду, її роздільна здатність була всього 640х480 пікселів, а сама блискавка знаходилася на периферії об'єктива. Однак випромінювання кульової блискавки зафіксували спектрометри, які працювали в діапазоні від 400 до 1000 нанометрів. За оцінками науковців, явище тривало близько двох секунд, поперечна швидкість кулі склала 9 м/с. В спектрі були помічені потужні емісійні лінії кремнію, заліза і кальцію — аналогічно до піску, на поверхні якого виникла кульова блискавка. Ці лінії були присутні впродовж всього часу спостереження явища, при цьому лінію кремнію можна було спостерігати до останнього моменту. Виходячи з зазначених фактів, можливим є підтвердження теорії про утворення кульової блискавки в результаті взаємодії лінійної блискавки з ґрунтом.

### Історичні свідчення

#### Гроза у Widecombe-in-the Moor
21 жовтня 1638 кульова блискавка з'явилася під час грози в церкві села Widecombe-in-the Moor, графства Девон в Англії. Очевидці розповідали, що до церкви влетіла величезна вогняна куля близько двох з половиною метрів в діаметрі. Вона вибила зі стін церкви кілька великих каменів та дерев'яних балок. Після цього куля зламала лавки, розбила багато вікон і наповнила приміщення густим темним димом із запахом сірки. Далі вона розділилася надвоє: перша куля вилетіла назовні, розбивши ще одне вікно, а друга зникла десь всередині церкви. У результаті 4 людини загинуло, 60 отримали поранення. Люди пояснювали явище «пришестям диявола» або «пекельним полум'ям» і звинуватили в усьому двох прихожан, які наважилися грати в карти під час проповіді.

#### Випадок на борту «Catherine and Mary»
У грудні 1726 деякі британські газети надрукували уривок з листа Джона Хоуелла, який знаходився на борту шлюпа «Catherine and Mary»: «29 серпня ми йшли затокою біля берегів Флориди, як раптом з частини корабля вилетіла куля. Вона розбила нашу щоглу на десять тисяч частин, якщо б це взагалі було можливо, і рознесла бімс в тріски. Також куля вирвала три дошки з бортової та підводної обшивки, а також палуби; убила одну людину, поранила руку іншій, і якщо б не рясні дощі, то наші вітрила були б просто знищені вогнем».

#### Випадок на борту «Montague»
Про значні розміри блискавки повідомляється зі слів доктора Грегорі в 1749 році. Адмірал Чемберс на борту «Montague» близько полудня піднявся на палубу заміряти координати судна. Він помітив досить велику блакитну вогненну кулю на відстані близько трьох миль. Негайно був відданий наказ спустити топсель, але куля рухалася дуже швидко, і перш ніж вдалося змінити курс, вона злетіла практично вертикально і перебуваючи не вище сорока-п'ятдесяти ярдів над оснащенням, зникла з потужним вибухом, який описується, як одночасний залп тисячі гармат. Верхівка грот-щогли була знищена. П'ятьох людей збило з ніг, один з них отримав безліч ударів. Куля залишила після себе сильний запах сірки; перед вибухом її величина досягала розмірів млинового жорна.

#### Загибель Георга Ріхмана
У 1753 році Георг Ріхман, дійсний член Петербурзької Академії Наук, загинув від удару кульовою блискавкою. Він винайшов прилад для вивчення атмосферної електрики, тому коли на черговому засіданні почув, що насувається гроза, терміново вирушив додому разом з гравером, щоб відобразити явище. Під час експерименту з приладу вилетіла синювата куля і вдарила вченого прямо в лоб. Пролунав оглушливий гуркіт. Ріхман впав замертво, а гравер втратив свідомість. Пізніше він описав те, що сталося. На лобі вченого залишилася маленька червона плямка, його одяг був обпалений, черевики розірвані. Одвірки розлетілися на друзки, а самі двері знесло з петель.

#### Випадок з кораблем HMS «Warren Hastings»
Одне британське видання повідомляло про те, що в 1809 році корабель HMS Warren Hastings під час шторму «атакували три вогненних кулі». Команда бачила, як одна з них спустилася і вбила людину на палубі. Того, хто вирішив забрати тіло, вдарила друга куля, його збило з ніг, на тілі залишилися легкі опіки. Третя куля убила ще одну людину. Команда зазначила, що після події над палубою стояв огидний запах сірки.

#### Ремарка в літературі 1864
У виданні A Guide to the Scientific Knowledge of Things Familiar 1864 Ебенезер Кобем Брюер міркує про «кульову блискавку». У його описі блискавка постає як вогненна куля яка повільно рухається з вибухонебезпечного газу, яка іноді спускається до землі і рухається уздовж її поверхні. Також наголошується, що кулі можуть ділиться на кулі меншого розміру і вибухати «подібно до гарматного пострілу».

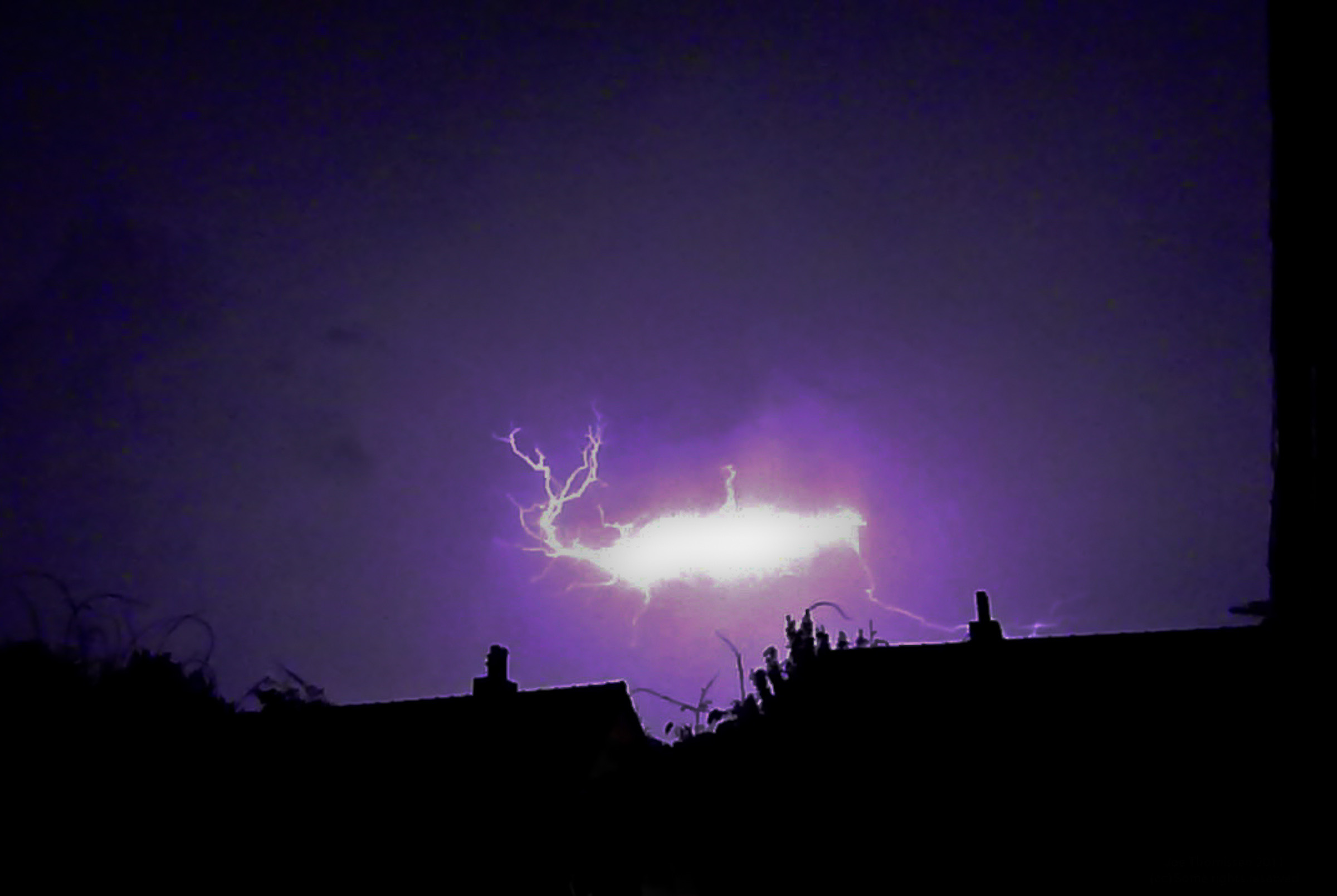
Фото кульової блискавки

#### Опис в книзі Thunder and Lighting автора Wilfrid de Fonvielle
Перекладена в 1875 році на англійську мову книга повідомляє про приблизно 150 випадків зустрічі з кульовою блискавкою: Судячи з усього, кульові блискавки сильно притягуються металевими предметами, тому вони часто опиняються біля балконних поручнів, водопровідних і газових труб. Вони не мають певного забарвлення, відтінок їх може бути різний, наприклад у Coethen в герцогстві Anhalt блискавка була зеленою. M. Colon, заступник голови Паризького Геологічного Товариства бачив, як куля повільно спустилася вздовж кори дерева. Торкнувшись поверхні землі, вона підстрибнула і зникла без вибуху. 10 вересня 1845 в долині Correze блискавка влетіла в кухню одного з будинків села Salagnac. Куля прокотилася через все приміщення, не заподіюючи ніякої шкоди людям що там знаходилися. Діставшись до межуючого з кухнею хліва, вона несподівано вибухнула і вбила випадково замкнену там свиню. Рухаються блискавки не дуже швидко: деякі навіть бачили, як вони зупиняються, але від цього кулі приносять не менше руйнувань. Блискавка, що влетіла до церкви міста Straslud, при вибуху викинула кілька маленьких кульок, які теж вибухали як артилерійські снаряди.

#### Випадок з життя Миколи II
Останній російський імператор Микола II в присутності свого діда Олександра II спостерігав явище, яке він назвав «вогняною кулею». Він згадував: «Коли мої батьки були у від'їзді, ми з дідусем здійснювали обряд всенощної служби в Олександрійській церкві. Була сильна гроза, і здавалося, що блискавки, які вдаряли одна за одною, готові струснути церкву і весь світ прямо до основи. Раптом стало зовсім темно, коли порив вітру відчинив врата церкви і загасив свічки перед іконостасом. Пролунав грім сильніше звичайного, і я побачив, як у вікно влетіла вогненна куля. Куля (це була блискавка) покружляла на підлозі, пролетіла повз канделябр і вилетіла через двері в парк. Моє серце завмерло від страху і я глянув на дідуся — але його обличчя було абсолютно спокійно. Він перехрестився з таким же спокоєм, як і коли блискавка пролітала повз нас. Тоді я подумав, що злякатися, як я — це неналежно і не мужньо… Після того, як куля вилетіла, я знову глянув на дідуся. Він злегка посміхнувся і кивнув мені. Страх мій зник і я більше ніколи не боявся грози».

#### Випадок з життя Алістера Кроулі
Відомий британський окультист Алістер Кроулі говорив про явище, яке він називав «електрикою у формі кулі» яке він спостерігав в 1916 році під час грози на озері Newfound Lake в Нью Гемпширі. Він сховався в невеликому заміському будинку, коли «в безмовному подиві помітив, що на відстані шести дюймів від мого правого коліна зупинилася сліпуча куля електричного вогню трьох-шести дюймів у діаметрі. Я дивився на неї, а вона раптом вибухнула з різким звуком, який неможливо було сплутати з тим, що буйствував зовні: шумом грози, стуком граду або потоками води і тріском дерева. Моя рука була найближче до кулі і вона відчула лише слабкий удар».

### Інші свідчення
- 30 квітня 1877 кульова блискавка влетіла в центральний храм Амрітсара (Індія) — Хармандир-Сахіб. Явище спостерігало кілька людей, поки куля не покинула приміщення через передні двері. Цей випадок зафіксований на воротах Darshani Deodhi.

- 22 листопада 1894 у місті Голден, штат Колорадо з'явилася кульова блискавка, яка проіснувала несподівано довго. Цей факт дозволяє припустити, що вона була створена штучно. Як повідомляє газета Golden Globe: «В ніч на понеділок в місті можна було спостерігати красиве і дивне явище. Піднявся сильний вітер і повітря, здавалося, було наповнене електрикою. Ті, хто тієї ночі опинився біля нового інженерного залу Гірничої школи, могли спостерігати, як вогненні кулі літали одна за одною упродовж півгодини. У цій будівлі знаходяться електричні- і динамо-машини виробництва, можливо, найкращого заводу у всьому штаті. Ймовірно, в минулий понеділок до в'язнів динамо-машин прибула делегація прямо з хмар. Безумовно, цей візит вдався на славу, так само як і та шалена гра, яку вони разом затіяли».

- У липні 1907 року на західному узбережжі Австралії у маяк на Мисі Натураліста ударила кульова блискавка. Доглядач маяка Патрік Бейрд знепритомнів, а явище описала його дочка Етель.

- У серії дитячих книг письменниці Лори Інґлз Вайлдер є відсилання до кульової блискавки. Хоча історії в книгах вважаються вигаданими, авторка наполягає на тому, що вони дійсно відбувалися в її житті. Відповідно до такого опису, взимку під час заметілі у чавунній печі з'явилося три кулі. Вони виникли у пічної труби, потім покотилися по підлозі і зникли. При цьому за ними гналася з мітлою Керолайн Інґлз — мати письменниці.

### Сучасні свідчення
- Під час Другої світової війни пілоти повідомляли про дивні явища, які можуть бути витлумачені як кульова блискавка. Вони бачили маленькі кулі, що рухаються по незвичайній траєкторії. Ці явища стали називати foo fighters.

- Під час Другої світової війни підводники багаторазово і послідовно повідомляли про маленькі кульові блискавки, що виникають в замкнутому просторі підводного човна. Вони з'являлися при включенні, виключенні, або неправильному включенні батареї акумуляторів, або в разі відключення, або невірного підключення високоіндуктивних електромоторів. Спроби відтворити явище, використовуючи запасну батарею підводного човна, закінчувалися невдачами і вибухом.

- 6 серпня 1944 в шведському місті Уппсала кульова блискавка пройшла крізь закрите вікно, залишивши за собою круглу дірку близько 5 см в діаметрі. Явище не тільки спостерігали місцеві жителі, але і також спрацювала система стеження за розрядами блискавки Уппсальского університету, яка розташована на відділенні вивчення електрики і блискавки.

- У 1954 році фізик Domokos Tar спостерігав блискавку в сильну грозу. Він описав побачене досить докладно. «Це сталося на острові Маргарет на Дунаї. Було десь 25-27 градусів за Цельсієм, небо швидко затягнуло хмарами і почалася сильна гроза. Поблизу не було нічого, де можна було б сховатися, поруч тільки перебував самотній кущ, який гнуло вітром до землі. Раптом приблизно за 50 метрів від мене в землю вдарила блискавка. Це був дуже яскравий канал 25-30 см в діаметрі, він був точно перпендикулярний поверхні землі. Десь дві секунди було темно, а потім на висоті 1,2 м з'явилася гарна куля діаметром 30-40 см. Вона з'явилася на відстані 2,5 м від місця удару блискавки, так що це місце удару було прямо посередині між кулею і кущем. Куля виблискувала подібно до маленького сонця і оберталася проти годинникової стрілки. Вісь обертання була паралельна землі і перпендикулярна лінії „кущ-місце удару-куля“. У кулі було також один-два червоних завитки, але не такі яскраві, вони зникли через частки секунди (~ 0,3 с). Сама куля повільно рухалася по горизонталі по тій же лінії від куща. Її кольори були чіткими, а сама яскравість — постійною на всій поверхні. Обертання більше не було, рух відбувався на незмінній висоті і з постійною швидкістю. Зміни в розмірах я більше не помітив. Минуло ще приблизно три секунди — куля різко зникла, причому зовсім беззвучно, хоча через шум грози я міг і не розчути». Сам автор припускає, що різниця температур всередині і поза каналом звичайної блискавки за допомогою пориву вітру сформувала якесь вихрове кільце, з якого потім утворилася спостережена кульова блискавка.

- У 2008 році в Казані кульова блискавка залетіла у вікно тролейбуса. Кондукторка за допомогою пристрою зчитування карток відкинула її в кінець салону, де не було пасажирів і через кілька секунд стався вибух. У салоні перебувало 20 осіб, ніхто не постраждав. Тролейбус і пристрій зчитування карток вийшли з ладу, але пізніше були полагоджені.[4]

- 10 липня 2011 в чеському місті Ліберець кульова блискавка з'явилася в диспетчерській будівлі міських аварійних служб. Куля з двометровим хвостом підстрибнула до стелі прямо з вікна, впала на підлогу, знову підстрибнула до стелі, пролетіла 2-3 метра, а потім впала на підлогу і зникла. Це злякало співробітників, які відчули запах горілої проводки, і подумали, що почалася пожежа. Всі комп'ютери зависли (але не зламалися), комунікаційне обладнання вийшло з ладу на ніч, поки його не відремонтували. Крім того, був знищений один монітор.

## Штучне відтворення явища

### Огляд підходів для штучного відтворення кульової блискавки
Оскільки в появі кульових блискавок простежується явний зв'язок з іншими проявами атмосферної електрики (наприклад, звичайною блискавкою), то більшість дослідів проводилося за наступною схемою: створювався газовий розряд (а світіння газового розряду — річ відома), і потім шукалися умови, коли світний розряд міг б існувати у вигляді сферичного тіла. Але у дослідників виникають тільки короткочасні газові розряди сферичної форми, що живуть максимум кілька секунд, що не відповідає свідченнями очевидців природної кульової блискавки.

### Список заяв про штучне відтворення кульової блискавки
Було зроблено кілька заяв про отримання кульової блискавки в лабораторіях, але в основному до цих заяв склалося скептичне ставлення в академічному середовищі. Залишається відкритим питання: «Чи дійсно спостерігаються в лабораторних умовах явища тотожні природному явищу кульової блискавки»?
- Першими дослідами і заявами можна вважати роботи Тесли[5] наприкінці XIX століття. У своїй короткій замітці він повідомляє, що, за певних умов, запалюючи газовий розряд, він, після вимкнення напруги, спостерігав сферичний сяючий розряд діаметром 2-6 см. Однак Тесла не повідомляв подробиці свого експерименту, так що відтворити цю установку важко. Очевидці стверджували, що Тесла міг робити кульові блискавки на кілька хвилин, при цьому він їх брав в руки, клав в коробку, накривав кришкою, знову діставав…
- Перші детальні дослідження світного безелектродного розряду були проведені тільки в 1942 році радянським електротехніком Бабатом: йому вдалося на кілька секунд отримати сферичний газовий розряд всередині камери з низьким тиском.
- Капіца зміг отримати сферичний газовий розряд при атмосферному тиску в гелієвому середовищі. Додавання різних органічних сполук змінювало яскравість і колір світіння.
- В літературі[6] описана схема установки, на якій автори відтворювано отримували якісь плазмоїди з часом життя до 1 секунди, схожі на «природну» кульову блискавку.

## Теоретичні пояснення явища
Більшість теорій сходиться на тому, що причина утворення будь-якої кульової блискавки пов'язана з проходженням газів через область з великою різницею електричних потенціалів, що викликає іонізацію цих газів та їх стиснення у вигляді кулі.
Експериментальна перевірка існуючих теорій ускладнена. Навіть якщо брати до уваги тільки припущення, опубліковані в серйозних наукових журналах, то кількість теоретичних моделей, які з різним ступенем успіху описують явище і відповідають на ці питання, досить велике.

### Класифікація теорій
За ознакою місця енергетичного джерела, що підтримує існування кульової блискавки, теорії можна розділити на два класи: передбачають зовнішнє джерело, і теорії, які вважають, що джерело знаходиться всередині кульової блискавки.

### Огляд існуючих теорій
- Гіпотеза Капіци[7]: між хмарами і землею виникає стояча електромагнітна хвиля, і коли вона досягає критичної амплітуди, в якомусь місці (частіше за все, ближче до землі) виникає пробій повітря, утворюється газовий розряд. В цьому випадку кульова блискавка виявляється ніби «нанизана» на силові лінії стоячої хвилі і буде рухатися вздовж провідних поверхонь. Стояча хвиля тоді відповідає за енергетичне підживлення кульової блискавки.
- Принципово інша гіпотеза Смирнова Б. М.[8], який займався проблемою кульової блискавки багато років. У його теорії ядро кульової блискавки — це переплетена чарункова структура, щось на кшталт аерогелю, яка забезпечує міцний каркас при малій вазі. Тільки нитки каркаса — це нитки плазми, а не твердого тіла. І енергетичний запас кульової блискавки цілком переховується в величезній поверхневій енергії такої мікропористої структури. Термодинамічні розрахунки на основі цієї моделі, в принципі, не суперечать спостережуваним даним.
- Ще одна теорія[9] пояснює всю сукупність спостережуваних явищ термохімічними ефектами, що відбуваються в насиченій водяній парі в присутності сильного електричного поля. Енергетика кульової блискавки тут визначається теплотою хімічних реакцій за участю молекул води та їхніх іонів. Автор теорії впевнений, що вона дає чітку відповідь на загадку кульової блискавки.
- Наступна теорія припускає, що кульова блискавка — це важкі позитивні і негативні іони повітря, що утворилися при ударі звичайної блискавки, рекомбінації яких заважає їх гідроліз. Під дією електричних сил вони збираються в кулю і можуть досить довго співіснувати, допоки не зруйнується їх водяна «шуба». Це пояснює ще й такий факт, як різний колір кульової блискавки і його пряма залежність від часу існування самої кульової блискавки — швидкості руйнування водяних «шуб» і початок процесу лавинної рекомбінації.
- Інша теорія припускає, що кульова блискавка — це рідберговська речовина[10]. Група L.Holmlid. займається приготуванням рідберговської речовини в лабораторних умовах поки аж ніяк не з метою виробництва кульових блискавок, а в основному з метою отримання потужних електронних та іонних потоків, використовуючи те, що робота виходу рідберговських речовин дуже мала, кілька десятих електронвольт. Припущення, що кульова блискавка є рідберговською речовиною, описує набагато більше її спостережуваних властивостей, від здатності виникати при різних умовах, складатися з різних атомів, і до здатності проходити крізь стіни і відновлювати кулясту форму. Конденсатом рідберговських речовин намагаються також пояснити плазмоїди, які отримують в рідкому азоті[11].Кульова блискавка на гравюрі. Зображення її появи біля церкви в графстві Девон

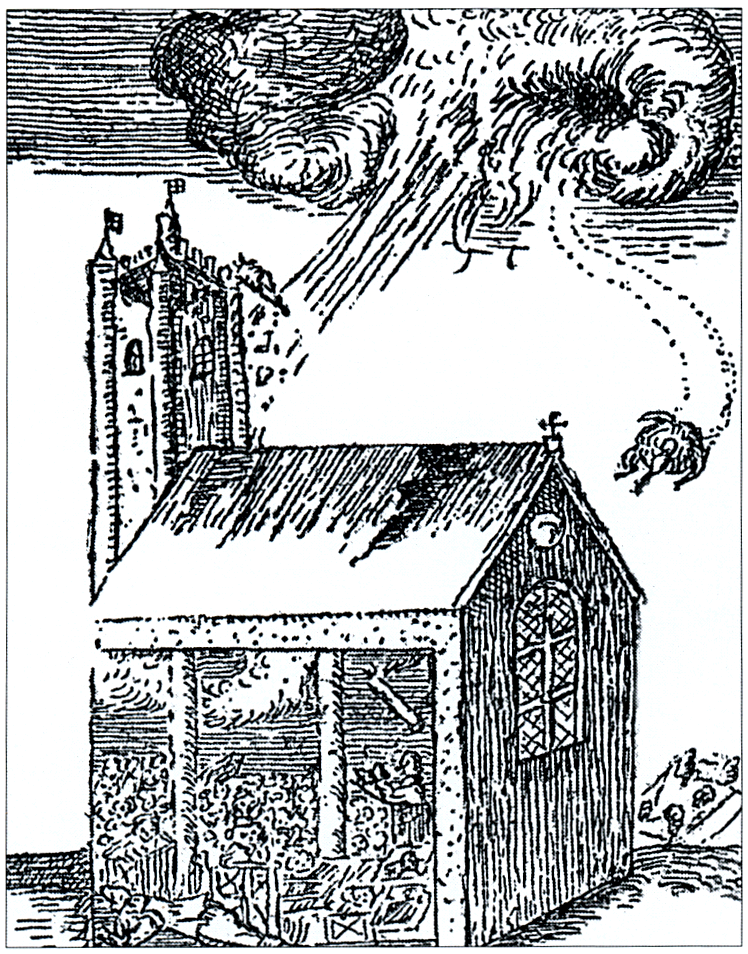
Кульова блискавка на гравюрі. Зображення її появи біля церкви в графстві Девон

- Несподіваний підхід до пояснення природи кульової блискавки пропонується протягом останніх шести років Торчігіним В. П., згідно з якими кульова блискавка є некогерентним оптичним просторовим солітоном[12], кривина якого відмінна від нуля. У перекладі на доступнішу мову кульова блискавка являє собою тонкий шар сильно стиснутого повітря, в якому по всіляких напрямках циркулює звичайне інтенсивне біле світло. Це світло за рахунок створюваного ним електрострикційного тиску забезпечує стиснення повітря. У свою чергу, стиснене повітря виступає світловодом, який перешкоджає випромінюванню світла у вільний простір[13]. Можна сказати, що кульова блискавка — це самообмежене інтенсивне світло або світлова бульбашка, що виникла із звичайної лінійної блискавки. Як і звичайний світловий промінь, світлова бульбашка в земній атмосфері зміщується в напрямку до показника заломлення повітря, в якому вона знаходиться.
- Що стосується спроб лабораторного відтворення кульових блискавок, то Науер[14] в 1953 і 1956 роках повідомляв про отримання об'єктів, що світяться, властивості яких повністю збігаються з властивостями світлових бульбашок. Властивості світлових бульбашок можна отримати теоретично на основі загальноприйнятих фізичних законів. Спостережувані Науером об'єкти не схильні до дії електричних і магнітних полів, випромінюють світло зі своєї поверхні, вони можуть обходити перешкоди і зберігають цілісність після проникнення через невеликі отвори. Науер припускав, що природа цих об'єктів ніяк не пов'язана з електрикою. Щодо малий час життя таких об'єктів (кілька секунд) пояснюється малою запасеної енергією через слабку потужності використовуваного електричного розряду. При збільшенні запасеної енергії збільшується ступінь стиснення повітря в оболонці світлового міхура, що веде до поліпшення здатності світловода обмежувати циркулює в ньому світло і до відповідного збільшення часу життя світлового міхура. Роботи Науера являють собою унікальний випадок, коли експериментальне підтвердження теорії з'явилося на 50 років раніше самої теорії.
- В роботі[15] розроблена модель кульової блискавки, заснована на квантових осциляціях електронного газу в плазмі. Були отримані рішення рівняння Шредінгера, які описують стійкі, сферично симетричні осциляції електронів. Таким чином, в рамках запропонованого опису даного природного явища сферична форма блискавки виходить автоматично. Однією з характерних особливостей цієї моделі є той факт, що в центральній області, де спостерігаються найінтенсивніші осциляції електронів, передбачається підвищення статичної щільності іонного газу. Авторами даної роботи висловлюється припущення, що запропонований механізм здатний ініціювати мікродозову термоядерну реакцію, яка може слугувати внутрішнім джерелом енергії кульової блискавки. Зауважимо, що поряд з підвищенням щільності передбачається підвищення температури речовини в центральній області блискавки. Цим можна пояснити виникнення мікроскопічних отворів з оплавленими краями при проходженні кульової блискавки крізь скло. Також в даному дослідженні зроблена спроба пояснити і ряд інших спостережуваних властивостей цього загадкового природного явища.
- Австрійські вчені з Університету Інсбрука Йозеф Пеер і Олександр Кендль в своїй роботі, опублікованій в науковому журналі Physics Letters A[16] описали вплив магнітних полів, що виникають під час розряду блискавки, на головний мозок людини: «Коли хтось перебуває у межах радіусу в кілька сотень метрів від удару блискавки, в очах на кілька секунд може виникнути біла пляма, — пояснює Кендль. — Це відбувається під впливом на кору головного мозку електромагнітного імпульсу». Правда ця теорія не пояснює того, як кульові блискавки вдається зняти на відео.
- Російський математик М. І. Зелікін запропонував пояснення феномена кульової блискавки, засноване на (поки не підтвердженою) гіпотезі про надпровідність плазми[17].

## Правила поведінки під час зустрічі з блискавкою
Як правило, якщо сильний вітер, то відблиск від блискавки видно далеко, і від блискавки можна сховатися. Але, якщо вітер слабкий, то ви побачите кульову блискавку за кілька метрів від себе.
1. Повільно покладіть всі речі і так само повільно присядьте;
2. Переконайтеся, що блискавка летить своєю дорогою і не «звернула на вас уваги», по можливості ляжте;
3. З положення навприсядки чи лежачи відкотіть по асфальту чи землі всі металеві речі.
4. Дочекайтесь, поки блискавка полетить, зберіть всі речі і продовжуйте рух.
5. Якщо кульова блискавка залетіла у кімнату — не потрібно робити різких рухів, можна також взяти неметалевий предмет, та якщо блискавка прилипне до нього — поставити на землю.[18]

### Книги й звіти
- Стаханов И.П. О физической природе шаровой молнии. — Москва : (Атомиздат, Энергоатомиздат, Научный мир), (1979, 1985, 1996). — 240 с.
- С. Сингер. Штампування // Природа шаровой молнии. — Мир, 1973. — 239 с.
- Григорьев А. И. Шаровая молния. Ярославль: ЯрГУ, 2006. 200 с.
- Лисица М. П., Валах М. Я. Занимательная оптика. Атмосферная и космическая оптика. Киев: Логос, 2002, 256 с.
- Brand W. Der Kugelblitz. Hamburg, Henri Grand, 1923
- Стаханов И. П.О физической природе шаровой молнии, М., Энергоатомиздат, 1985, 208 с.

### Статті в журналах
- Торчигин В. П., Торчигин А. В. Шаровая молния как концентрат света. Химия и жизнь, 2003, № 1, 47-49.
- Барри Дж. Шаровая молния. Четочная молния. Пер. с англ. М.:Мир, 1983, 228 с. [Архівовано 12 березня 2012 у Wayback Machine.]
- Shabanov G.D., Sokolovsky B.Yu. // Plasma Physics Reports. 2005. V31. № 6. P512.
- Shabanov G.D. // Technical Physics Letters. 2002. V28. № 2. P164.